# Resource Description Framework
Resource Description Framework of RDF is een standaard van het World Wide Web Consortium (W3C), oorspronkelijk ontworpen als een metadata-model, maar gaandeweg gebruikt als een formaat om gegevens in het algemeen voor te stellen en uit te wisselen.

## Overzicht
Met het RDF-model kunnen uitspraken gedaan worden over de kenmerken van bronnen op het web (resources) in de vorm van een drieledige subject-predicaat-object-structuur (in RDF-termen een triple). Het subject is in essentie de resource die beschreven wordt. Het predicaat is welk kenmerk of aspect van die bron beschreven wordt. Het object ten slotte is wat de waarde van dat kenmerk is.
De terminologie is ontleend aan de logica en taalkunde waar subject-predicaat of subject-predicaat-objectstructuren, gelijkwaardige maar toch verschillende betekenissen hebben.
Het onderliggende datamodel kent meerdere syntaxissen, bijvoorbeeld RDF/XML, N3, Turtle, N-Triples, Trig, Trix.

## Geschiedenis
De ontwikkeling van RDF werd begonnen door Ramanathan V. Guha toen hij werkte voor Netscape Communications Corporation.
RDF geeft, samen met andere gereedschappen, betekenis aan de inhoud van webpagina's en al die gereedschappen zijn een deel van het semantisch-webproject van Tim Berners-Lee.
Huidige versie van RDF is versie 1.1.

### Tutorials en documentatie
- (en)  Semantic Web FAQ: What is RDF?
- (en)  RDF Primer
- (en)  Specificatie: Concepten, Syntaxis, Semantiek, RDF Schema
- (en)  RDF and XUL, met voorbeelden.